# Szén-tetraklorid
A szén-tetraklorid (vagy tetraklórmetán) (CCl4)  a szerves szintetikus kémiában elterjedt anyag, amit korábban tűzoltásra és hűtőanyagnak is használták. Szobahőmérsékleten színtelen, jellegzetesen édeskés illatú folyadék. Az IUPAC szerint a szén-tetraklorid és a tetraklórmetán is elfogadott név, attól függően, hogy szerves vagy szervetlen vegyületnek tekintjük.

## Felfedezése, története
A szén-tetrakloridot J. B. A. Dumas fedezte fel a metán és a klór reakciójának tanulmányozásakor. A szén-tetraklorid mai előállítási módja is ezen a felfedezésen alapul.

## Fizikai tulajdonságai
A szén-tetraklorid színtelen, erősen fénytörő folyadék.  Kloroformra emlékeztető, édeskés, bódító illata van. Nem elegyedik vízzel, de jól oldódik alkoholban, éterben, kloroformban, benzolban és szénhidrogénekben. Ha vízzel összerázzák, elkülönül a víztől és az alsó fázist fogja alkotni, mert nagyobb a sűrűsége. Jól old sokféle szerves anyagot, például zsírokat, olajokat, gyantákat.

## Kémiai tulajdonságai
A szén-tetraklorid nem gyúlékony vegyület és nem is éghető, emiatt régebben kisebb laboratóriumi tüzek oltására használták. Viszont ha nyílt lánggal vagy izzó tárgyakkal érintkezik, elbomlik. Bomlása során igen mérgező foszgén képződik.
A vegyület klóratomjai reakcióképesek. Ha alkoholos kálium-hidroxid jelenlétében melegítik, a vegyület kálium-karbonátra és kálium-kloridra bomlik. Ez a reakció arra vezethető vissza, hogy a szén-tetraklorid klóratomjai hidroxilcsoportokra cserélődnek.
{\displaystyle \mathrm {CCl_{4}+4\ KOH\longrightarrow 4\ KCl+[C(OH)_{4}]\longrightarrow } }
{\displaystyle \mathrm {\longrightarrow H_{2}O+H_{2}CO_{3}\ {\xrightarrow {2\ KOH}}\ K_{2}CO_{3}+2\ H_{2}O} }

## Élettani hatása
A szén-tetraklorid mérgező hatású. Altató hatása is van, de gyengébb, mint a kloroformé. Súlyosan károsítja a vesét és a májat. A mérgezés tünetei: fáradtság, szédülés, fejfájás, gyakori vizelés és az emésztőcsatorna zavarai. A hatását az alkohol még jobban fokozza. Ha huzamosabb ideig érintkezik a bőrrel, bőrgyulladást okozhat.

## Előállítása
A szén-tetrakloridot főként metán klórozásával állítják elő. A folyamat magas hőmérsékleten és katalizátorok jelenlétében játszódik le.
{\displaystyle \mathrm {CH_{4}+4\ Cl_{2}\rightarrow CCl_{4}+4\ HCl} }
Korábban szén-diszulfid gázfázisbeli klórozásával is gyártották. Ezt a reakciót Hermann Kolbe fedezte fel 1843-ban.
{\displaystyle \mathrm {CS_{2}+3\ Cl_{2}\rightarrow CCl_{4}+S_{2}Cl_{2}} }
Ha vas van jelen, a melléktermékként képződő dikén-diklorid is alkalmas a szén-diszulfid klórozására.
{\displaystyle \mathrm {CS_{2}+2\ S_{2}Cl_{2}\rightarrow CCl_{4}+6\ S} }

## Felhasználása
Korábban oldószerként, extrahálószerként és kisebb laboratóriumi tüzek oltására használták, de ma már nem alkalmazzák, mert mérgező hatású és károsítja az ózonréteget. Difluor-diklórmetánt is gyártottak belőle.